# Antonio Rangel
Antonio Rangel (* 27. Oktober 1943; † 22. Dezember 2004) war ein mexikanischer Badmintonspieler.

## Karriere
Antonio Rangel wurde 1958 erstmals nationaler Meister in Mexiko. 21 weitere Titelgewinne folgten bis 1967. 1966 siegte er bei den Mexico International.

## Sportliche Erfolge
| Saison | Veranstaltung              | Disziplin    | Platz | Name                              |
| ------ | -------------------------- | ------------ | ----- | --------------------------------- |
| 1958   | Mexikanische Meisterschaft | Herrendoppel | 1     | Antonio Rangel / Raúl Rangel      |
| 1959   | Mexikanische Meisterschaft | Mixed        | 1     | Antonio Rangel / Ernestina Rivera |
| 1959   | Mexikanische Meisterschaft | Herrendoppel | 1     | Antonio Rangel / Raul Rangel      |
| 1959   | Mexikanische Meisterschaft | Herreneinzel | 1     | Antonio Rangel                    |
| 1960   | Mexikanische Meisterschaft | Herreneinzel | 1     | Antonio Rangel                    |
| 1960   | Mexikanische Meisterschaft | Mixed        | 1     | Antonio Rangel / Ernestina Rivera |
| 1960   | Mexikanische Meisterschaft | Herrendoppel | 1     | Antonio Rangel / Raul Rangel      |
| 1961   | Mexikanische Meisterschaft | Herrendoppel | 1     | Antonio Rangel / Raul Rangel      |
| 1961   | Mexikanische Meisterschaft | Mixed        | 1     | Antonio Rangel / Ernestina Rivera |
| 1962   | Mexikanische Meisterschaft | Herreneinzel | 1     | Antonio Rangel                    |
| 1962   | Mexikanische Meisterschaft | Herrendoppel | 1     | Antonio Rangel / Raul Rangel      |
| 1963   | Mexikanische Meisterschaft | Mixed        | 1     | Antonio Rangel / Carolina Allier  |
| 1963   | Mexikanische Meisterschaft | Herrendoppel | 1     | Antonio Rangel / Raul Rangel      |
| 1964   | Mexikanische Meisterschaft | Herrendoppel | 1     | Antonio Rangel / Raul Rangel      |
| 1964   | Mexikanische Meisterschaft | Herreneinzel | 1     | Antonio Rangel                    |
| 1964   | Mexikanische Meisterschaft | Mixed        | 1     | Antonio Rangel / Carolina Allier  |
| 1965   | Mexikanische Meisterschaft | Mixed        | 1     | Antonio Rangel / Carolina Allier  |
| 1966   | Mexikanische Meisterschaft | Mixed        | 1     | Antonio Rangel / Lucero Soto      |
| 1966   | Mexikanische Meisterschaft | Herrendoppel | 1     | Antonio Rangel / Raul Rangel      |
| 1966   | Mexikanische Meisterschaft | Herreneinzel | 1     | Antonio Rangel                    |
| 1967   | Mexikanische Meisterschaft | Herreneinzel | 1     | Antonio Rangel                    |
| 1967   | Mexikanische Meisterschaft | Herrendoppel | 1     | Antonio Rangel / Raul Rangel      |